# Kyrklig installation
Med installation (alternativt: installering) menas i romersk-katolska, anglikanska och evangelisk-lutherska kyrkliga sammanhang ett gudstjänstbruk i vilket en därtill utnämnd person installeras i sitt uppdrag eller sin hederstitel. 
De personer som kan installeras är exempelvis biskopar, kyrkoherdar och kaniker. Kärnan i gudstjänstbruket är ledandet till och tilldelandet av den till uppdraget eller hederstiteln knutna sittplatsen i kyrkorummet, ofta en korstol. Ordet härleds från det latinska ordet för denna sittplats. För biskopars del föregås installationen av den betydligt viktigare ordinationen eller konsekration.